# Merry Clayton
Merry Clayton (Gert Town, 25 de diciembre de 1948) es una cantante y actriz estadounidense de soul y gospel. Proporcionó una serie de pistas vocales de acompañamiento para los principales artistas en la década de 1960, sobre todo en su dueto con Mick Jagger en la canción de los Rolling Stones "Gimme Shelter". Clayton aparece en 20 Feet from Stardom, el documental ganador del Oscar sobre cantantes de fondo y sus contribuciones a la industria de la música. En 2013, lanzó The Best of Merry Clayton, una recopilación de sus canciones favoritas.

## Primeros años
Clayton nació en Gert Town, Nueva Orleans, Luisiana, el día de Navidad y se le dio el nombre de "Feliz" debido a la fecha de nacimiento del 25 de diciembre. Es hija de Eva B. Clayton y el reverendo A.G. Williams Sr. Clayton.
Clayton se crio en Nueva Orleans como cristiana y pasó gran parte de su tiempo en la parroquia de su padre, la Iglesia Bautista New Zion. Después de mudarse a Los Ángeles, conoció a miembros de The Blossoms, quienes la convencieron de seguir una carrera musical.

## Carrera
Clayton comenzó su carrera discográfica en 1962, a la edad de 14 años. Primero cantó "Who Can I Count On? (When I Can't Count on You)" a dúo con Bobby Darin, en su álbum "You're the reason I'm Living ".
En 1963, grabó la primera versión publicada de "The Shoop Shoop Song (It's in His Kiss)", el mismo año en que la versión de Betty Everett alcanzó el Top 10 en el Billboard Hot 100. Al principio de su carrera, Clayton actuó con Ray Charles (como una de las Raelettes). En ese momento, Charles era el único artista que su padre le permitiría ver en una actuación en vivo.
Clayton es mejor conocida por su dueto de 1969 con Mick Jagger en la canción de los Rolling Stones "Gimme Shelter" (aunque en algunos lanzamientos su nombre está mal escrito como "Mary"). Según Jagger, la colaboración ocurrió en parte por casualidad: Jagger dijo que la banda pensó, "sería genial que una mujer viniera a hacer el… coro". Llamaron a Clayton "al azar" en medio de la noche, y ella se presentó al estudio "con rulos" y contribuyó con sus partes en algunas tomas, lo que Jagger comentó que era "bastante asombroso". Clayton realizó sus partes mientras estaba embarazada, y poco después sufrió un aborto espontáneo; Algunos han atribuido el aborto espontáneo al esfuerzo físico de sus esfuerzos durante la grabación. Clayton fue en realidad la segunda opción de la banda para el papel; Los Stones le habían pedido a Bonnie Bramlett que cantara la canción, pero el esposo de Bramlett, Delaney, se negó a dejarla actuar con los Stones.
Junto con su frecuente pareja Clydie King, Clayton también cantó coros en "Sweet Home Alabama" de Lynyrd Skynyrd.
En 1970, Clayton grabó su propia versión de "Gimme Shelter", y se convirtió en la canción principal de su álbum debut en solitario, lanzado ese año. Su versión en solitario alcanzó el puesto # 73 en las listas de éxitos. Su versión sería la primera de cinco sencillos con su nombre en entrar en el Billboard Hot 100. Ese mismo año, interpretó una versión en vivo de "Lift Every Voice and Sing" para la banda sonora de la película de Robert Altman, Brewster McCloud, y también contribuyó con la voz en la película Performance de Donald Cammell y Nicolas Roeg.
En 1971, coescribió la canción "Sho 'Nuff" sobre su madre.
En 1972, interpretó a Acid Queen original en la primera producción londinense de The Who's Tommy.
En 1973, apareció de manera destacada en "Oh My My" de Ringo Starr, que alcanzó el Top 10 de Billboard al año siguiente.
A mediados de la década de 1970, Clayton cantó en el éxito de R&B de The Blackbyrds "Rock Creek Park", y continuó lanzando álbumes en solitario durante la siguiente década, logrando varios sencillos menores en las listas de R&B.
Su trabajo en la banda sonora continuó en la década de 1980, incluyendo "You're Always There When I Need You", la canción principal de la película Get Smart de 1980 The Nude Bomb, y la canción "Yes" de Dirty Dancing, que alcanzó el puesto 45 en la Caliente 100.
A mediados de la década de 1980, Clayton estaba en el grupo de gospel Brilliance, formado por Della Reese. Los otros miembros eran O.C. Smith, Vermettya Royster y Eric Strom. Lanzaron un álbum en Atlanta International Records en 1986.
En 1987, Clayton coprotagonizó con Ally Sheedy la película Maid to Order. Ese mismo año, Clayton también interpretó al personaje de "Verna Dee Jordan" en la última temporada de Cagney & Lacey.
En 1989, Clayton grabó una versión de "Almost Paradise" con Eric Carmen.
En 1994, Clayton cantó en coros y también el puente de "Man with the Golden Gun", el éxito de Tori Amos, "Cornflake Girl".
En 2006, Clayton proporcionó voz de fondo para el álbum Threes de Sparta, en las canciones "Atlas" y "Translations".
Clayton apareció en el documental 20 Feet from Stardom (2013), que se estrenó en el Festival de Cine de Sundance y ganó el Oscar al mejor documental en la 86.ª entrega de los Premios de la Academia. 20 Feet from Stardom también ganó el premio Grammy 2015 a la mejor película musical, y el premio se entregó a los artistas destacados, además del equipo de producción de la película.
En 2014, Clayton prestó su voz para el álbum Sugar de G. Love & Special Sauce.
En 2015, Clayton apareció en dos pistas del álbum A Head Full of Dreams de Coldplay.
A lo largo de su carrera como cantante de respaldo, el canto de Clayton se puede escuchar en canciones de Pearl Bailey, Phil Ochs, Burt Bacharach, Tom Jones, Joe Cocker, Linda Ronstadt, Carole King y en varias pistas del álbum debut de Neil Young. A Clayton se le atribuye a menudo haber grabado con Elvis Presley, pero su nombre no aparece en las sesionografías de Elvis.
Clayton ha sido sampleado en varias canciones, entre las que destaca Watch for the Hook de Cool Breeze con Goodie Mob y el supergrupo Outkast.
El 25 de junio de 2019, The New York Times Magazine incluyó a Merry Clayton entre los cientos de artistas cuyo material, según los informes, fue destruido en el incendio Universal de 2008.

## Vida personal
Clayton estuvo casada con el artista de jazz Curtis Amy desde 1970 hasta su muerte en 2002.Su hermano es el percusionista de Little Feat Sam Clayton.
Clayton tuvo un aborto espontáneo al regresar a casa después de grabar "Gimme Shelter", según Los Angeles Times.
El 16 de junio de 2014, Clayton resultó gravemente herida en una colisión automovilística en Los Ángeles, California. Ambas piernas de Clayton fueron posteriormente amputadas a la altura de las rodillas debido a que sufrió un "profundo trauma en las extremidades inferiores" como resultado del accidente.